# NGC 7013
NGC 7013是一個螺旋星系或透鏡星系， 估計距離地球約 3,700 至 4,140萬光年，位于星座天鵝座。NGC 7013由英國天文學家威廉·赫歇爾於1784年7月17日發現，他的兒子天文學家約翰·赫歇爾 也於1828年9月15日觀測到它。

## 物理特性
NGC 7013相對於地球視線傾斜 90°，允許人类較明顯的看見其結構。然而，NGC 7013被歸類為具有緊密纏繞臂的螺旋星系或透鏡星系。 NGC 7013也被認為是一類星系核的一部分，該類星系核由它們的發射譜線定義，稱為低電離星系核星系（英語：low-ionization nuclear emission-line region，LINER）。這個星系似乎有兩個環，內環似乎與中心凸起完全斷開，而外環中的星星似乎具有非常小的螺旋圖案。NGC 7013的光學圖像顯示它有一個小核球，有一個明亮的內環和一個微弱的圓盤，有塵埃帶穿過其中。帕羅馬山天文台-國家地理巡天對星系進行了更長時間的曝光，顯示了核球和內環周圍的擴展盤。這個盤幾乎沒有什麼結構，除了一個穿過星系的微弱的、薄的螺旋狀特徵。

### 中性氫分佈
NGC 7013中的中性氫主要分布於兩個環中。在兩個環之間，星際介質的濃度非常低。NGC 7013盤之間中性氫的低水準和星系的紅色，表明星系盤的氣體含量已經下降到可能生成恆星的閾值以下。小的核球比以及緩慢的旋轉速度表明 NGC 7013是一個低質量、低密度的星系，與更明亮、更典型的透鏡星系不同。因此，這個星系可能是一個前晚期的螺旋星系，可能通過恆星形成或內部掃蕩耗盡了大部分星際氣體。

### 圖集

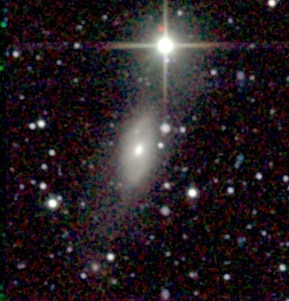
2MASS的NGC 7013影像。

## 外部連結
- WikiSky上关于NGC 7013的内容：DSS2, SDSS, GALEX, IRAS, 氢α, X射线, 天文照片, 天图, 文章和图片
- Simbad
- NGC/IC Project Restoration Effort 的存檔，存档日期2018-08-29.

| 天文學目錄       | 天文學目錄                                                | 天文學目錄 |
| ---------------- | --------------------------------------------------------- | ---------- |
| NGC天體表：      | NGC 7011 - NGC 7012 - NGC 7013 - NGC 7014 - NGC 7015      |            |
| 主要星系目录：   | PGC 66001 - PGC 66002 - PGC 66003 - PGC 66004 - PGC 66005 |            |
| 乌普萨拉总目录： | UGC 11668 - UGC 11669 - UGC 11670 - UGC 11671 - UGC 11672 |            |